# Olena Zhyrko
Olena Mykolaïvna Zhyrko (nacida el 16 de febrero de 1968 en Dnipro, Ucrania) es una exjugadora de baloncesto ucraniana. Consiguió 3 medallas en competiciones internacionales, una con Unión Soviética, una  CEI y otra con Ucrania.